# 紀元前497年
紀元前497年（きげんぜん497ねん）は、ローマ暦の年である。
当時は、「アウルス・センプロニウス・アトラティヌスとマルクス・ミヌキウス・アウグリヌスが共和政ローマ執政官に就任した年」として知られていた（もしくは、それほど使われてはいないが、ローマ建国紀元257年）。紀年法として西暦（キリスト紀元）がヨーロッパで広く普及した中世時代初期以降、この年は紀元前441年と表記されるのが一般的となった。

## 他の紀年法
- 干支 : 甲辰
- 日本
  - 皇紀164年
  - 懿徳天皇14年
- 中国
  - 周 - 敬王23年
  - 魯 - 定公13年
  - 斉 - 景公51年
  - 晋 - 定公15年
  - 秦 - 恵公4年
  - 楚 - 昭王19年
  - 宋 - 景公20年
  - 衛 - 霊公38年
  - 陳 - 湣公5年
  - 蔡 - 昭侯22年
  - 曹 - 伯陽5年
  - 鄭 - 声公4年
  - 燕 - 簡公8年
  - 呉 - 闔閭18年
- 朝鮮
  - 檀紀1837年
- ベトナム :
- 仏滅紀元 : 48年
- ユダヤ暦 : 3264年 - 3265年

## できごと

### ギリシア
- Artybiusがキプロスの反乱を終結させた。
- アケメネス朝はダーダネルス海峡への遠征に出発した。

### 中国
- 斉と衛の連合軍が晋を攻撃した。
- 晋の范氏と中行氏が趙氏の宮を攻撃し、趙鞅は晋陽に逃れた。智躒・韓不信・魏侈が定公を奉じて范氏と中行氏を攻めた。范氏と中行氏は定公を攻撃して国人の反感を買い、敗北して朝歌に逃れた。趙鞅は絳に帰還した。
- 孔子が魯の官を辞し、弟子たちとともに放浪の旅に出た。孔子は衛に入った。